# Catégorie concrète
En mathématiques, et plus précisément en théorie des catégories, une catégorie concrète sur une catégorie {\displaystyle \mathbf {X} } est un couple {\displaystyle (\mathbf {A} ,{\mathfrak {U}})} où {\displaystyle \mathbf {A} } est une catégorie et {\displaystyle {\mathfrak {U}}:\mathbf {A} \rightarrow \mathbf {X} } est un foncteur fidèle. Le foncteur {\displaystyle {\mathfrak {U}}} est appelé le foncteur d'oubli et {\displaystyle \mathbf {X} } est appelée la catégorie base pour {\displaystyle (\mathbf {A} ,{\mathfrak {U}})}. Si {\displaystyle \mathbf {X} } n'est pas précisée, il est sous-entendu qu'il s'agit de la catégorie des ensembles {\displaystyle \mathbf {Ens} }. Dans ce cas, les objets de la catégorie {\displaystyle \mathbf {A} } sont des ensembles munis de certaines structures, et les morphismes de cette catégorie sont les morphismes entre ensembles munis de ces structures. C'est cette structure que fait disparaître le foncteur d'oubli. À l'inverse, de nombreuses catégories utilisées en mathématiques sont construites à partir de la catégorie des ensembles en définissant des structures sur les ensembles et en munissant les ensembles de ces structures. Ces constructions constituent, avec les identifications appropriées, des catégories concrètes.

## Exemples
La catégorie {\displaystyle \mathbf {Vect} } des espaces vectoriels à gauche sur K a pour objets les K-espaces vectoriels à gauche et pour morphismes les applications K-linéaires. Cette catégorie est concrète, le foncteur d'oubli faisant correspondre à un espace vectoriel l'ensemble sous-jacent et à une application K-linéaire l'application sous-jacente.
La catégorie {\displaystyle \mathbf {Top} } des espaces topologiques a pour objets les espaces topologiques et pour morphismes les applications continues. Cette catégorie est concrète, le foncteur d'oubli faisant correspondre à un espace topologique l'ensemble sous-jacent et à une application continue l'application sous-jacente.
La catégorie {\displaystyle \mathbf {Evt} } des espaces vectoriels topologiques sur un corps topologique K et des applications K-linéaires continues peut être considérée comme une catégorie concrète ayant différentes bases, à savoir :
- la catégorie {\displaystyle \mathbf {Vect} } ;

- la catégorie {\displaystyle \mathbf {Top} } ;

- la catégorie {\displaystyle \mathbf {Ens} }.

## Foncteur concret
Si {\displaystyle (\mathbf {A} ,{\mathfrak {U}})} et {\displaystyle (\mathbf {B} ,{\mathfrak {V}})} sont deux catégories concrètes sur une même base {\displaystyle \mathbf {X} }, un foncteur concret de {\displaystyle (\mathbf {A} ,{\mathfrak {U}})} dans {\displaystyle (\mathbf {B} ,{\mathfrak {V}})} est un foncteur {\displaystyle {\mathfrak {F}}:\mathbf {A} \rightarrow \mathbf {B} } tel que {\displaystyle {\mathfrak {U}}={\mathfrak {V}}\circ {\mathfrak {F}}}. On écrit alors {\displaystyle {\mathfrak {F}}:(\mathbf {A} ,{\mathfrak {U}})\rightarrow (\mathbf {B} ,{\mathfrak {V}})}.
Un isomorphisme concret {\displaystyle {\mathfrak {F}}:(\mathbf {A} ,{\mathfrak {U}})\rightarrow (\mathbf {B} ,{\mathfrak {V}})} est un foncteur entre catégories concrètes sur {\displaystyle \mathbf {X} } qui est un isomorphisme de catégories. On identifie en pratique les catégories concrètes concrètement isomorphes.
Par exemple, les espaces topologiques peuvent être décrits de plusieurs manières : par les ensembles ouverts, par les voisinages, par les filtres convergents, etc. Ce sont là des constructions différentes, mais les catégories concrètes correspondantes sont concrètement isomorphes, donc peuvent être identifiées, et c'est ainsi qu'on obtient la catégories concrète {\displaystyle \mathbf {Top} } et la structure d'espace topologique.

## Structures initiales

### Notations et terminologie
Soit {\displaystyle (\mathbf {A} ,{\mathfrak {U}})} une catégorie concrète de base {\displaystyle \mathbf {X} }. Pour alléger les écritures, on notera {\displaystyle \mathbf {A} } cette catégorie concrète et {\displaystyle \vert .\vert } le foncteur d'oubli. Pour éviter les confusions, si {\displaystyle f:B\rightarrow A} est un morphisme de {\displaystyle \mathbf {A} }, on appellera B son domaine et A son codomaine. L'expression « {\displaystyle f:\vert B\vert \rightarrow \vert A\vert } est un {\displaystyle \mathbf {A} }-morphisme » signifie que pour le {\displaystyle \mathbf {X} }-morphisme {\displaystyle f:\vert B\vert \rightarrow \vert A\vert }, il existe un {\displaystyle \mathbf {A} }-morphisme (nécessairement unique, et également noté f) tel que {\displaystyle \vert B\rightarrow A\vert =\vert B\vert \rightarrow \vert A\vert }.

### Structures
On parle en Algèbre des structures de groupe, d'anneau, de corps, d'espace vectoriel, etc. On parle en Analyse des structures d'espace topologique, d'espace uniforme, d'espace métrique, etc. Un groupe, par exemple, est un ensemble muni d'une structure de groupe, et le foncteur d'oubli fait justement « oublier » cette structure. La notion de structure dans le cadre des catégories concrètes peut être précisée comme suit :
Lemme — La relation « A et B sont des objets de la catégorie concrète {\displaystyle \mathbf {A} } tels que {\displaystyle \vert A\vert =\vert B\vert } et A et B sont isomorphes » est une relation d'équivalence {\displaystyle {\mathcal {R}}}.
Définition — On appelle structure d'un objet A de {\displaystyle \mathbf {A} } la classe A pour la relation d'équivalence {\displaystyle {\mathcal {R}}}. On dit que « A a la structure {\displaystyle {\mathfrak {S}}} » si {\displaystyle {\mathfrak {S}}} est la classe d'équivalence de A pour la relation {\displaystyle {\mathcal {R}}}.

### Comparaison des structures
Soit A et B des objets de {\displaystyle \mathbf {A} }. On dira que A a une structure plus fine que B (et que B a une structure moins fine que A) si {\displaystyle \vert A\vert =\vert B\vert } et s'il existe un {\displaystyle \mathbf {A} }-morphisme (nécessairement unique) {\displaystyle A\rightarrow B} tel que {\displaystyle \vert A\rightarrow B\vert =id_{\vert A\vert }}. 
Théorème — Si A a une structure moins fine que B et B a une structure moins fine que A, alors A et B ont même structure.

### Sources
Une source dans {\displaystyle \mathbf {A} } est une famille de morphismes {\displaystyle {\mathcal {S}}=(f_{i}:A\rightarrow A_{i})_{i\in I}} de {\displaystyle \mathbf {A} }. L'objet A et la famille d'objets {\displaystyle (A_{i})_{i\in I}} sont appelés respectivement le domaine et le codomaine de {\displaystyle {\mathcal {S}}}. Le codomaine est parfois sous-entendu et on écrit alors {\displaystyle {\mathcal {S}}=(A,(f_{i})_{i\in I})}.
La source {\displaystyle {\mathcal {S}}} est une mono-source si elle est simplifiable à gauche, c'est-à-dire si pour tout couple de morphismes {\displaystyle r,s:B\rightarrow A}, la relation {\displaystyle {\mathcal {S}}\circ r={\mathcal {S}}\circ s} (ce qui signifie {\displaystyle f_{i}\circ r=f_{i}\circ s,\forall i\in I}) équivaut à {\displaystyle r=s}. Lorsque I est un singleton (mathématiques), on retrouve la notion usuelle de monomorphisme.

### Sources initiales et structures initiales
La source {\displaystyle (f_{i}:A\rightarrow A_{i})_{i\in I}} est dite initiale si la condition suivante est satisfaite : pour tout objet B de {\displaystyle \mathbf {A} }, la relation 
« {\displaystyle f:\vert B\vert \rightarrow \vert A\vert } est un {\displaystyle \mathbf {A} }-morphisme »
équivaut à la relation
« quel que soit {\displaystyle i\in I}, {\displaystyle f_{i}\circ f:\vert B\vert \rightarrow \vert A_{i}\vert } est un {\displaystyle \mathbf {A} }-morphisme ».
Définition — Si la source {\displaystyle (f_{i}:A\rightarrow A_{i})_{i\in I}} est initiale, la structure de A est dite initiale pour la famille {\displaystyle (f_{i}:\vert A\vert \rightarrow \vert A_{i}\vert )_{i\in I}}.
Théorème — Si A a une structure initiale pour la famille {\displaystyle (f_{i}:\vert A\vert \rightarrow \vert A_{i}\vert )_{i\in I}}, A a la moins fine des structures pour lesquelles les {\displaystyle f_{i}:\vert A\vert \rightarrow \vert A_{i}\vert } sont tous des {\displaystyle \mathbf {A} }-morphismes ; cette dernière propriété détermine la structure de A de manière unique.

### Exemples
La réciproque est du théorème ci-dessus est fausse en général (cf. Bourbaki 1970, exerc. 6, p. IV.30). Néanmoins, dans {\displaystyle \mathbf {Top} } elle est exacte : une source {\displaystyle {\mathcal {S}}=(A,(f_{i})_{i\in I})} dans {\displaystyle \mathbf {Top} } est initiale si, et seulement si la topologie de A est la moins fine rendant les {\displaystyle f_{i}} continues. En particulier, si E est un espace topologique, F est un sous-ensemble de E et {\displaystyle \iota :F\rightarrow E} est l'injection canonique, {\displaystyle \iota :F\rightarrow E} est une source dans {\displaystyle \mathbf {Top} } si, et seulement si {\displaystyle \iota } est continue, donc si la topologie de F est plus fine que celle de E. Cette source est initiale si, et seulement si cette topologie est la moins fine de celles qui rendent {\displaystyle \iota } continue, autrement dit la topologie induite sur F par celle de E.
Dans la catégorie {\displaystyle \mathbf {Vec} }, une source est initiale si, et seulement si elle est une mono-source. En particulier, en considérant le cas où I est un singleton, un morphisme de {\displaystyle \mathbf {Vec} } (c'est-à-dire une application K-linéaire) est initial si, et seulement s'il est injectif.

## Produits concrets
Une source {\displaystyle {\mathcal {P}}=(p_{i}:P\rightarrow A_{i})_{i\in I}} dans une catégorie {\displaystyle \mathbf {A} } est appelée un produit si pour toute source {\displaystyle {\mathcal {S}}=(s_{i}:A\rightarrow A_{i})_{i\in I}} (ayant le même codomaine que {\displaystyle {\mathcal {P}}}), il existe un morphisme unique {\displaystyle f:A\rightarrow P} tel que {\displaystyle {\mathcal {S}}={\mathcal {P}}\circ f}. Un produit ayant pour codomaine {\displaystyle (A_{i})_{i}\in I} est appelé un produit de la famille {\displaystyle (A_{i})_{i}\in I}.
Si {\displaystyle \mathbf {A} } est une catégorie concrète de base {\displaystyle \mathbf {X} }, un produit {\displaystyle {\mathcal {P}}} est dit concret si {\displaystyle \vert {\mathcal {P}}\vert } est un produit dans {\displaystyle \mathbf {X} }. Il est immédiat qu'une source dans {\displaystyle \mathbf {A} } est un produit concret si et seulement si cette source est initiale et {\displaystyle \vert {\mathcal {P}}\vert } est un produit dans {\displaystyle \mathbf {X} }.
Les catégories {\displaystyle \mathbf {Top} } et {\displaystyle \mathbf {Vec} }, la catégorie des groupes, celle des groupes abéliens, celle des anneaux, celle des monoïdes, celle des modules à gauche sur un anneau, etc., admettent des produits. Soit {\displaystyle (A_{i})_{i\in I}} une famille d'objets, et formons le produit {\displaystyle (\pi _{j}:\Pi _{i}\vert A_{i}\vert \rightarrow \vert A_{j}\vert )_{j\in I}} dans la catégorie des ensembles. On obtient le produit concret {\displaystyle (\pi _{j}:\Pi _{i}A_{i}\rightarrow A_{j})_{j\in I}} dans ces catégories concrètes en munissant l'ensemble {\displaystyle \Pi _{i}\vert A_{i}\vert } de la structure initiale relativement à la famille {\displaystyle (p_{j})_{j\in I}} : cela détermine l'objet {\displaystyle \Pi _{i}A_{i}} de la catégorie considérée.
La construction précédente ne s'applique pas, par exemple, à la catégorie {\displaystyle \mathbf {Ban} } des espaces de Banach. Bien qu'elle soit concrète de base {\displaystyle \mathbf {Ens} }, cette catégorie admet des produits qui ne peuvent obtenus de cette manière quand ils sont infinis. Ces produits ne sont donc pas concrets.

## Puits
La notion de puits est duale de celle de source (la définition d'un puits s'obtient donc à partir de celle d'une source en « inversant le sens des flèches »). On obtient les correspondances suivantes :
{\displaystyle {\begin{array}{cc}{\text{Notion}}&{\text{Notion duale}}\\{\text{source}}&{\text{puits}}\\{\text{mono-source}}&{\text{épi-puits}}\\{\text{source initiale}}&{\text{puits final}}\\{\text{structure initiale}}&{\text{structure finale}}\\{\text{structure moins fine}}&{\text{structure plus fine}}\\{\text{produit}}&{\text{coproduit}}\\{\text{produit concret}}&{\text{coproduit concret}}\end{array}}}
Le coproduit d'une famille {\displaystyle (A_{i})_{i\in I}} dans la catégorie des ensembles est la réunion disjointe {\displaystyle \biguplus _{i\in I}A_{i}}. 
Dans la catégorie concrète {\displaystyle \mathbf {Top} }, le coproduit de la famille d'espaces topologiques {\displaystyle (A_{i})_{i\in I}} est la réunion disjointe {\displaystyle \biguplus _{i\in I}A_{i}} muni de la topologie finale, c'est-à-dire la topologie la plus fine pour laquelle les injections canoniques {\displaystyle A_{i}\rightarrow \biguplus _{i\in I}A_{i}} sont toutes continues. Par conséquent, {\displaystyle \mathbf {Top} } admet des coproduits concrets.
La catégorie des groupes admet des coproduits, à savoir les produits libres, mais, bien que cette catégorie soit concrète de base {\displaystyle \mathbf {Ens} }, ce ne sont pas des coproduits concrets.